# Georges Chevassut
Georges Chevassut est un botaniste et mycologue français, spécialisé en écologie végétale et en Micromycètes, né le 27 avril 1923 et mort le 13 juillet 2003.

## Biographie
Georges Chevassut est né à Mayence (Allemagne) où son père était militaire de carrière en garnison jusqu'en 1925, avant de rejoindre sa famille installée à Alger depuis plusieurs générations, pays qui va révéler au petit Georges sa « méditerranéité » qui marquera toute sa vie. Hélas, à l'âge de deux ans et demi, il contracte une poliomyélite qui le prive de l’usage de sa jambe droite et lui laissera d’importantes séquelles, le contraignant, dès l'âge de dix ans, à subir en vain, plusieurs opérations chirurgicales. Malgré ces fréquentes hospitalisations, il poursuit une scolarité normale et, après ses études primaires à Mascara, il se découvre à l’âge de dix huit ans une passion pour la botanique qui le pousse à des études d’ingénieur agronome à la future École Nationale Supérieure Agronomique d’Alger.
- en 1947, il est licencié és-Sciences Botanique générale, avec mention « bien ».
- en 1950-1954, il obtient plusieurs certificats dont Zoologie générale, Géologie générale composent le Diplôme d’Études Supérieures, option Écologie Végétale, avec un travail sur les groupements végétaux du marais de la Rassauta, près d’Alger. Reçu avec les félicitations du Jury en juin 1954. C’est dans cette voie qu'il poursuivra tous ses travaux jusqu’à la fin de sa vie.
- en 1950, par voie de concours, il est nommé « chargé de fonction », Chef de Travaux du Laboratoire de Botanique et Pathologie Végétale de L’E.N.S.A.A.
Durant ses études, il eut le privilège de suivre l’enseignement du Professeur René Maire qui l'influencera très profondément.
- en 1961, la guerre d'Algérie le contraint à regagner la métropole.
- en 1962, il est nommé à l’École Nationale Supérieure Agronomique de Montpellier (E.N.S.A.M.) où il enseigne l’écologie végétale qui le motive de plus en plus, le poussant à combler ses lacunes et « entrer en mycologie », diversifiant ainsi ses secteurs de recherches. Il découvre alors que son handicap s’accommode bien avec le mode de prospection des micromycètes.
Ses nombreuses publications donnent une nouvelle impulsion à l’étude des micromycètes en France, le mettant en relation suivie avec les plus grands spécialistes mondiaux. Il organise régulièrement des stages d’initiation au niveau national, qu’il anime avec la plus grande disponibilité, afin de susciter des vocations et d’encourager l’étude de ces champignons souvent délaissée. Il excelle dans l'enseignement des particularités ce cette science. 
Avec Paul Bernaux, il assure la mise à jour du fichier des micromycètes créé par le professeur Georges Kunhnholtz-Lordat à l’E.N.S.A.M., lui consacrant une plaquette en 1999.
À Montpellier, le Pr. Privat responsable du Laboratoire de Botanique et Cryptogamie de la Faculté de Pharmacie de Montpellier, le décida à étudier les champignons supérieurs qu'il avait longtemps négligés. Mais Georges Chevassut rêvait d’étudier la mycoflore méditerranéenne, plus particulièrement du Languedoc-Roussillon, pour en préciser les associations végétales, et jeta son dévolu sur le genre Cortinaire, le plus riche en espèces, pour poursuivre son but. Il en devient un spécialiste reconnu, collaborant avec son collègue le Dr Robert Henry.

## Publications

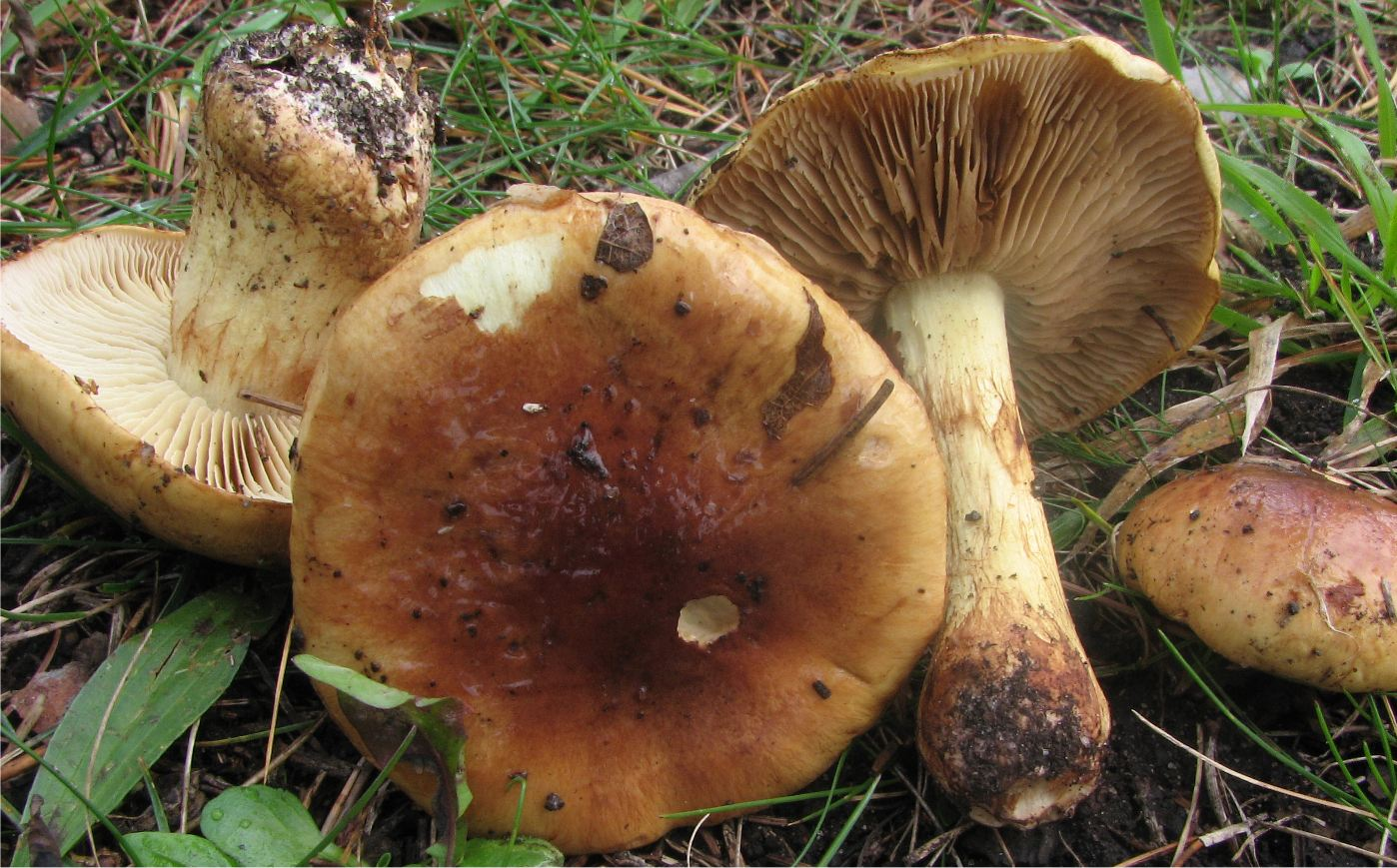
Des Cortinarius aurilicis Chevassut & Trescol.

- Pierre Neville, Georges Chevassut (2000) Comestibilité et toxicité des champignons, Fédération des associations mycologiques méditerranéennes.
- Chevassut Georges, Pellicier Philippe. Contribution à l'étude systématique et écologique des micromycètes parasites des plantes spontanées des Alpes françaises (dixième note). Session de Saint-Nizier-du-Moucherotte, Massif du Vercors (Isère, 2 au 4 juillet 1993). In: Bulletin mensuel de la Société linnéenne de Lyon, 70e année, n°5, mai 2001. pp. 113-126.
- Chevassut G. Contribution à l'étude systématique et écologique des Micromycètes parasites des plantes spontanées des Alpes françaises (Deuxième note). In: Bulletin mensuel de la Société linnéenne de Lyon, 58e année, n°7, septembre 1989. pp. 219-232[2].